# Chalcorana rufipes
Espèce
Synonymes
- Rana rufipes Inger, Stuart & Iskandar, 2009
- Hylarana rufipes (Inger, Stuart & Iskandar, 2009)

Chalcorana rufipes est une espèce d'amphibiens de la famille des Ranidae.

## Répartition
Cette espèce est endémique de Sumatra occidental en Indonésie. Elle se rencontre dans les environs de Padang.

## Description
Les mâles mesurent de 43,7 à 48,4 mm et les femelles de 53,8 à 64,4 mm.

## Étymologie
Le nom spécifique rufipes vient du latin rufus, rouge, et de pes, le pied, en référence à l'aspect de cette espèce.

## Publication originale
- Inger, Stuart & Iskandar, 2009 : Systematics of a widespread Southeast Asian frog, Rana chalconota (Amphibia: Anura: Ranidae). Zoological Journal of the Linnean Society, vol. 155, p. 123-147 (texte intégral).